# تاكاشي موراكامي (لاعب غولف)
تاكاشي موراكامي (باليابانية: 村上隆) هو لاعب غولف ياباني، ولد في 25 مايو 1944 في شيزوكا في اليابان.

## وصلات خارجية
- تاكاشي موراكامي على موقع رابطة اليابان للاعبي الغولف المحترفين (الإنجليزية)